# Juticalpa FC
Juticalpa Fútbol Club – honduraski klub piłkarski z siedzibą w mieście Juticalpa, stolicy departamentu Olancho. Występuje w rozgrywkach Liga Nacional. Domowe mecze rozgrywa na obiekcie Estadio Juan Ramón Brevé Vargas.

## Osiągnięcia

### Krajowe
- Copa de Honduras

| zwycięstwo (1):     | 2016 |
| drugie miejsce (0): | –    |

- Supercopa de Honduras

| zwycięstwo (0):     | –         |
| drugie miejsce (1): | 2016 (II) |

## Historia
Klub został założony w sierpniu 2004. Przystąpił do rozgrywek drugiej ligi honduraskiej, początkowo pod nazwą Juticalpa Tulín. Występował w niej nieprzerwanie przez jedenaście lat. Na początku lat 2010–2019 klub nosił pełną nazwę Juticalpa FC Sulimán ze względu na fuzję lokalnych zespołów Juticalpa, Tulín i Sulimán. W sezonie Apertura 2012 triumfował w rozgrywkach drugoligowych, jednak w 2013 roku przegrał barażowy dwumecz finałowy o awans do pierwszej ligi z Parrillas One (1:1, 1:1, 3:4 k.). W 2015 roku zespół Juticalpy wywalczył natomiast pierwszy w historii klubu awans do honduraskiej Liga Nacional po triumfie w drugiej lidze zarówno w sezonie Apertura, jak i Clausura.
W najwyższej klasie rozgrywkowej klub występował w latach 2015–2019. W tym czasie zdobył puchar Hondurasu (2016) po finałowym zwycięstwie nad Realem España (2:1). W 2019 roku zespół Juticalpy spadł do drugiej ligi. W sezonie Apertura 2022 wygrał drugą ligę, lecz w 2023 roku przegrał dwumecz o awans z Génesis (0:0, 2:2, 9:10 k.). W 2024 roku klub po pięciu latach nieobecności powrócił do pierwszej ligi, wygrywając Aperturę i Clausurę w drugiej lidze.
Derbowym rywalem Juticalpy jest Olancho FC, a mecze między nimi są określane mianem Clásico Olanchano.